# Assedio di Minowa
L'assedio di Minowa del 1566, fu una delle numerose battaglie combattute dal Clan Takeda durante la loro guerra contro il Clan Uesugi nel corso dell'epoca Sengoku.

## Storia
Qualche anno prima, Nagano Narimasa, signore del castello e fedele alleato del Clan Uesugi, morì mentre difendeva il territorio dai saccheggi del clan Takeda e la famiglia Nagano tenne la notizia segreta in attesa che il suo erede, Nagano Narimori, raggiungesse la maggiore età e subentrasse al comando.
Nel 1566 il castello, difeso oltre che dai Nagano anche da Kamiizumi Nobutsuna, fu posto d'assedio dal clan Takeda. Dopo un lungo assedio, in cui si succedettero numerosi combattimenti, il signore del castello di Minowa, Nagano Narimori, morì e la fortezza cadde.
Kamiizumi Nobutsuna riuscì a mantenere la difesa di una piccola area del castello. Questo perseveranza colpì Takeda Shingen che cercò di convincere inutilmente Nobutsuna a passare dalla sua parte.